# Fructon
Fructon is een organische verbinding met als brutoformule C8H14O4. De stof komt voor als een heldere kleurloze vloeistof met een typische fruitgeur (appel, aardbei en ananas). Fructon wordt daarom gebruikt als synthetische geurstof.

## Synthese
Fructon is een acetaal dat bereid wordt uit ethylacetoacetaat en ethyleenglycol in een acetalisering, gekatalyseerd door een zuur. Het gevormde water tijdens de reactie wordt azeotroop afgedestilleerd met tolueen via een Dean-Stark-apparaat. Deze reactie wordt vaak in studentenlaboratoria gebruikt om het principe van evenwichtsreacties te demonstreren, alsook om de chemoselectiviteit van de acetalisering te illustreren: de carbonylgroep in de ester is niet beschikbaar voor acetaalvorming en wordt daarom niet omgezet. Dit kan eenvoudig worden aangetoond door het vergelijken van de IR-spectra van het startmateriaal en het eindproduct.